# 인야호

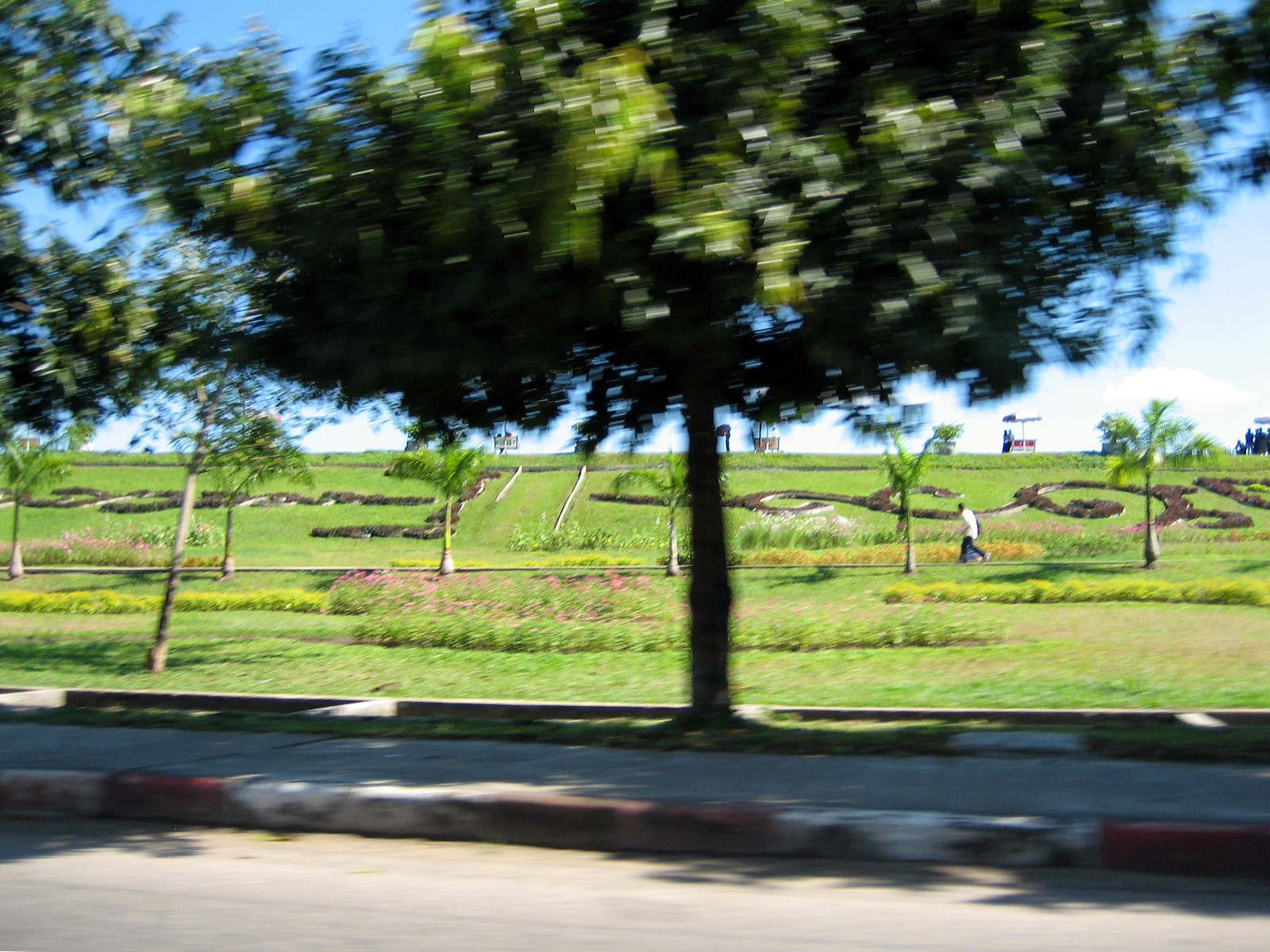
인야 호수 근처 육지

인야 호수는 미얀마 양곤에 있는 호수이다. 깐도지 호수보다 4배 이상은 크며, 호수 주변으로 미얀마의 권력자들의 저택이 자리잡고 있다. 양곤 대학, 여러 대사관, 아웅산 수지의 집도 이 근처에 있다.